# Плоская Кузьминка
Пло́ская Кузьми́нка — село Косырёвского сельсовета Липецкого района Липецкой области. Расположено в 2 км севернее Елецкого шоссе.
Образовалось в результате слияния двух деревень — Пло́ской и Кузьми́нки. Оба этих селения возникли в первой половине XVIII века. По данным ревизских сказок известно, что в 1762 году были деревни Верховье (Кузьминское) и Плоская. В списке населенных мест 1859 года деревни показаны как одно селение: деревня Казьми́нская (Пло́ская Казьми́нка, Пло́ская) при пруде, 62 двора.
В середине XIX века в Плоской Кузьминке построили церковь Михаила Архангела (ныне ). Тогда же она стала селом.
Первая часть названия — по плоской местности, вторая часть — по местоположению в верховье реки Кузьминки.
Рядом расположен центр поселения — деревня Бруслановка.

## Население
| 1859 | 1897 | 2010 | 2012 |
| ---- | ---- | ---- | ---- |
| 563  | ↗700 | ↘100 | ↗102 |